# Calice (neopaganesimo)
Nella religione Wicca e nelle altre religioni neopagane, il Calice, detto anche Coppa, è uno strumento liturgico. È utilizzato durante i banchetti dei Sabba e degli Esbat per raccogliere qualsiasi sostanza, sia essa naturale, sia essa psichica.
La Coppa, data la sua forma, rappresenta l'utero materno, il lato femminile, la Dea, l'Acqua. In alcune tradizioni è d'argento, metallo legato alla Luna e perciò sacro alla Dea; quando la si acquista non si contratta mai sul prezzo, cosa che deprezzerebbe il valore della coppa.